# 奉献船

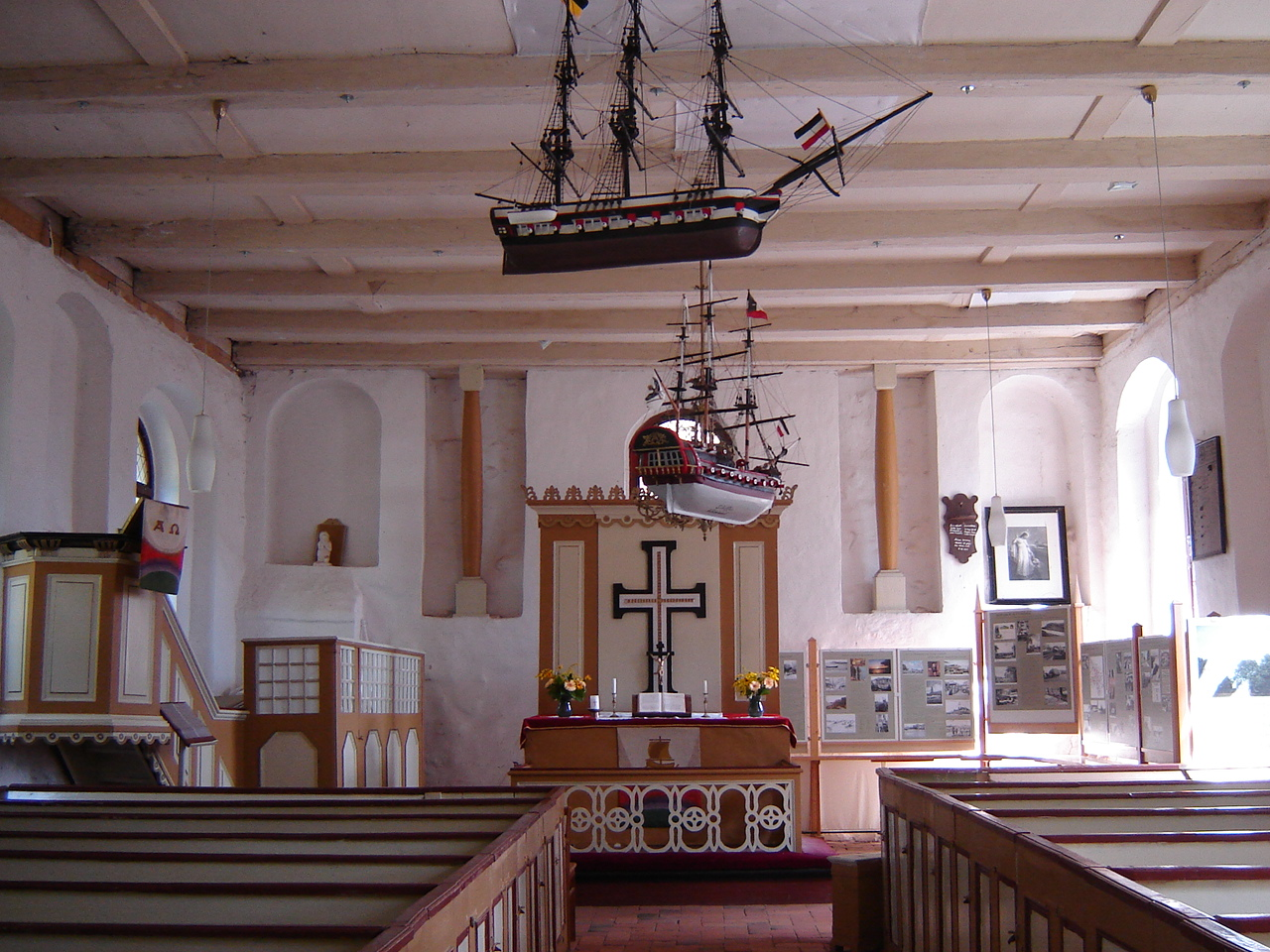
在教堂展出的还愿船

奉纳船（英語： Votive ship) 是献给庇护神的模型船，目的是祈求航程平安，感谢获救等。
欧洲许多沿海城市的教堂里都有这样的模型，亚洲的中国和日本等地区也有。

## 地区
- 古希腊：制作船模作为供品和陪葬品[4] [5] 。
- 欧洲：奉献并在教堂展出。分布于挪威[6] 、芬兰、瑞典、丹麦、德国、西班牙和英国。它在大航海时代开始的 15 世纪开始投入使用[7] 。
- 中国 - 供奉掌管航海安全的妈祖庙。
- 日本 - 自 18 世纪以来一直致力于此，当时北前船等航运批发商开始[2] [8] 。它被称为“奉納和船”。

## 画廊

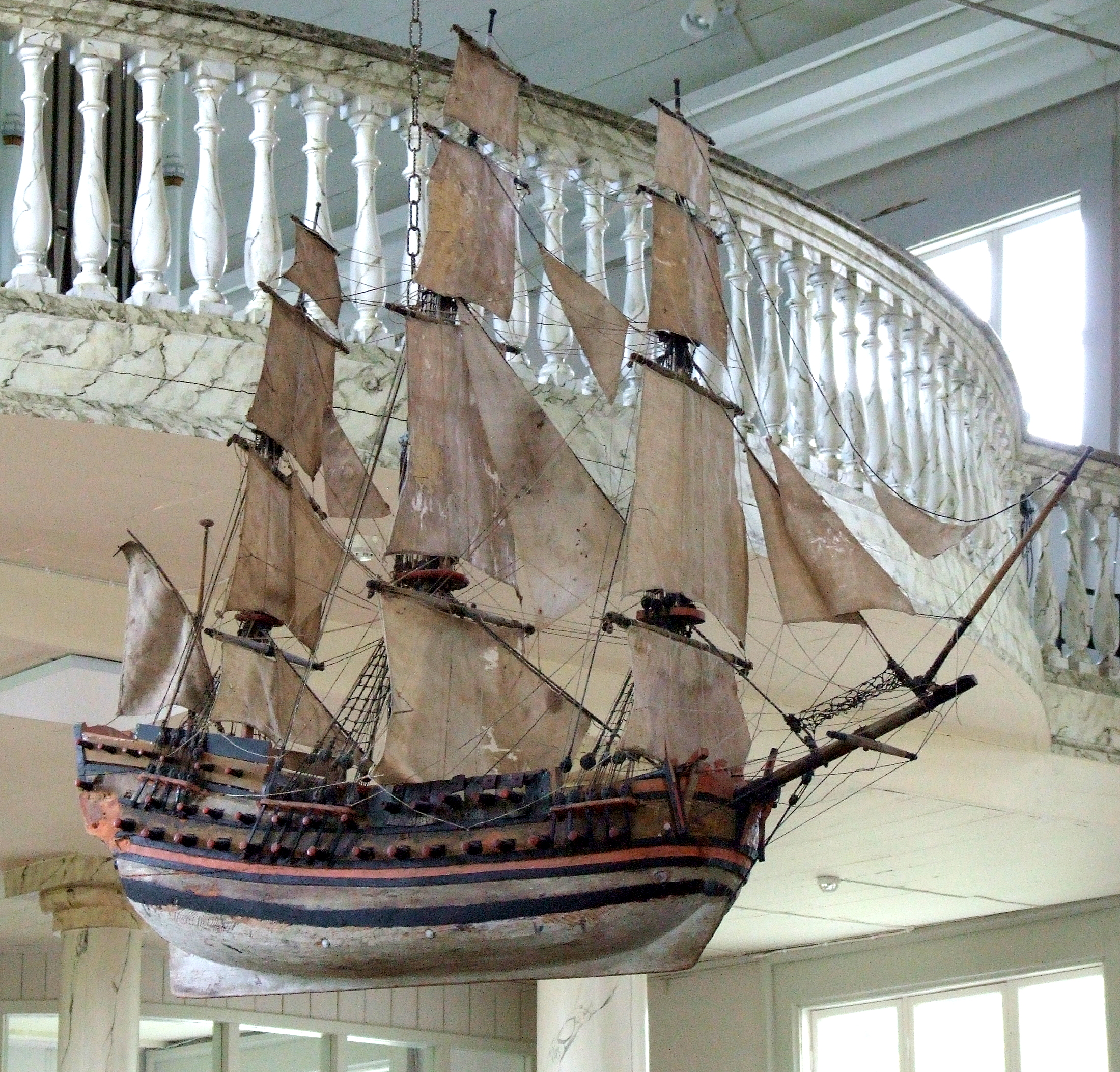
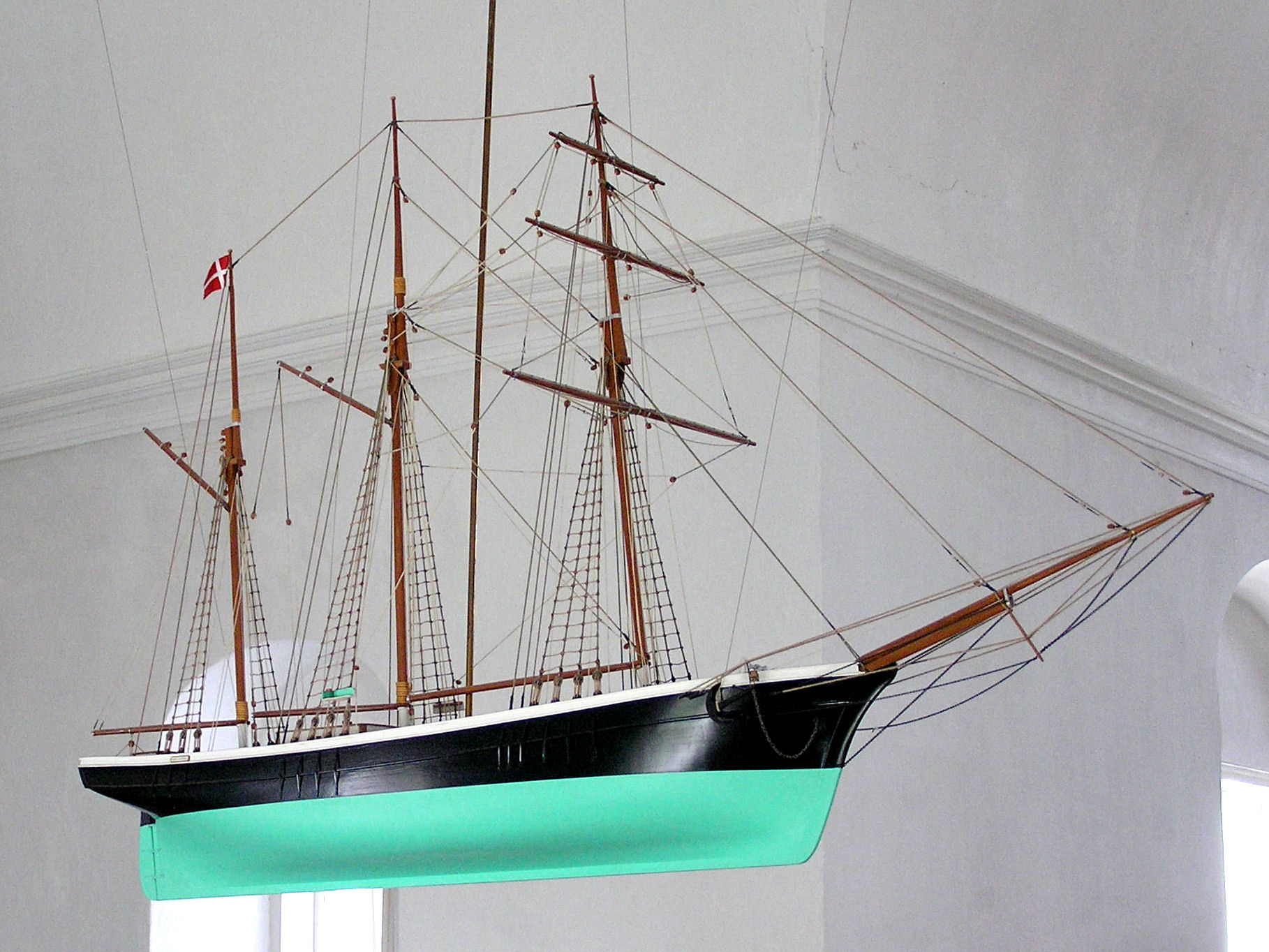
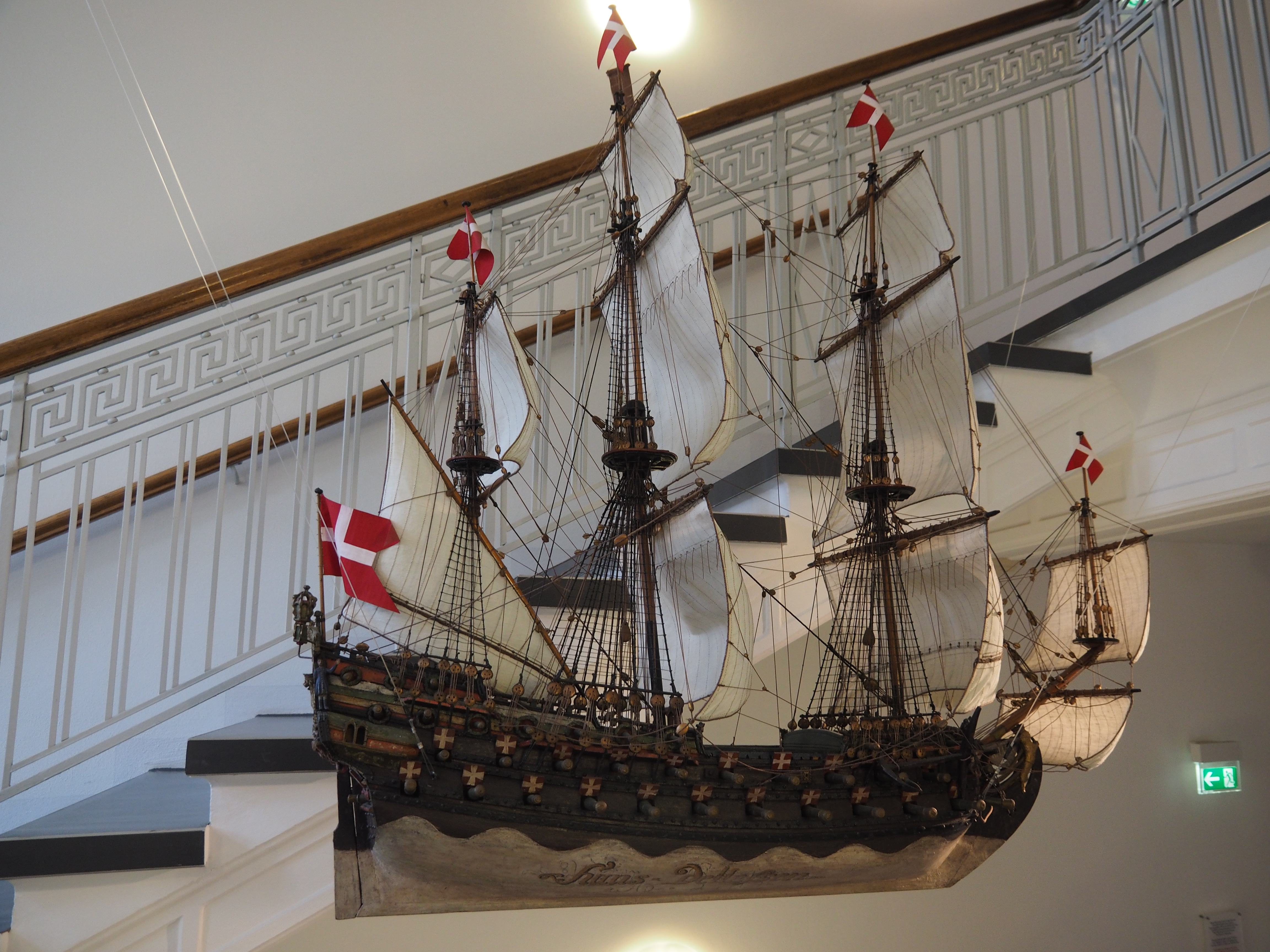
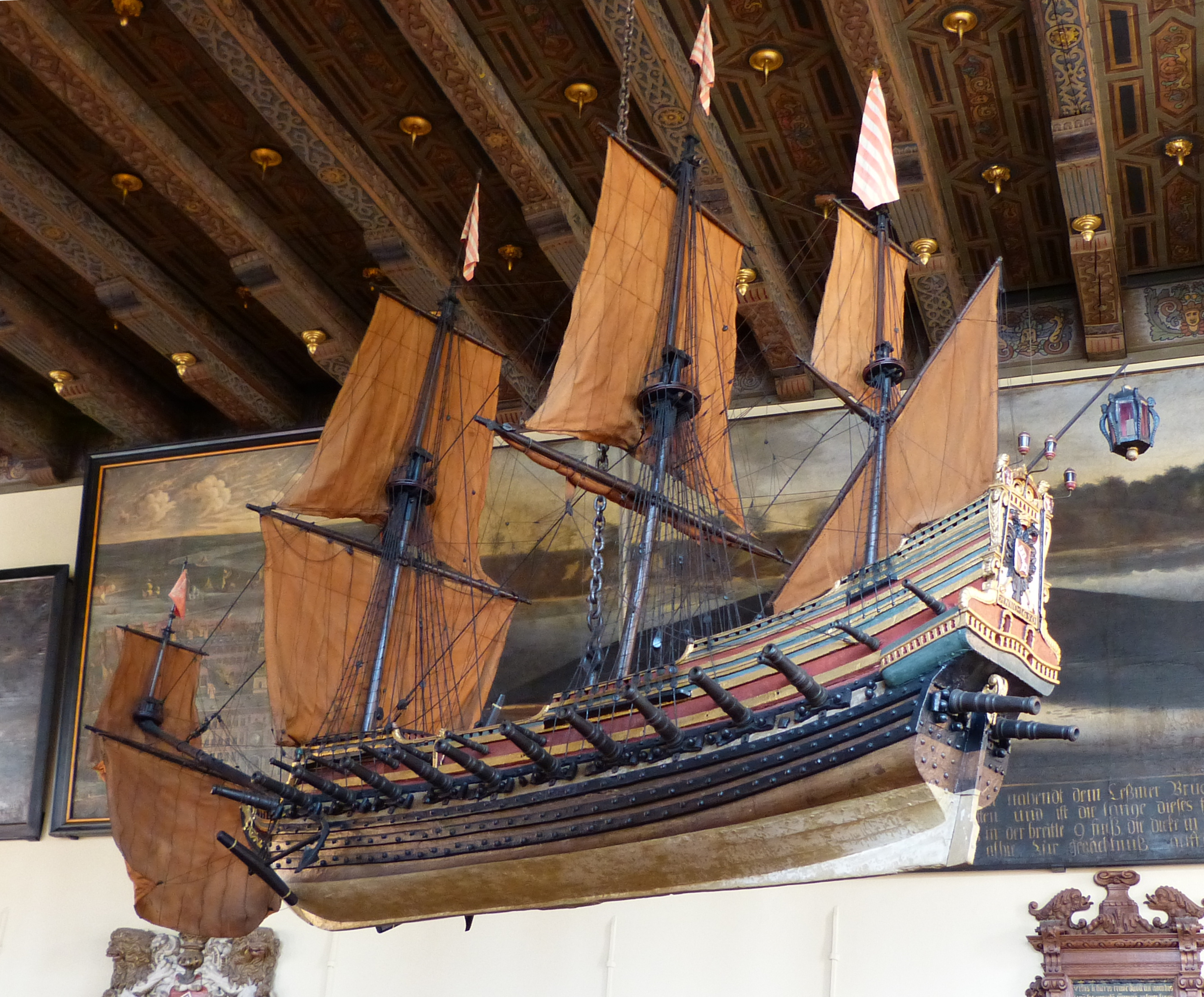
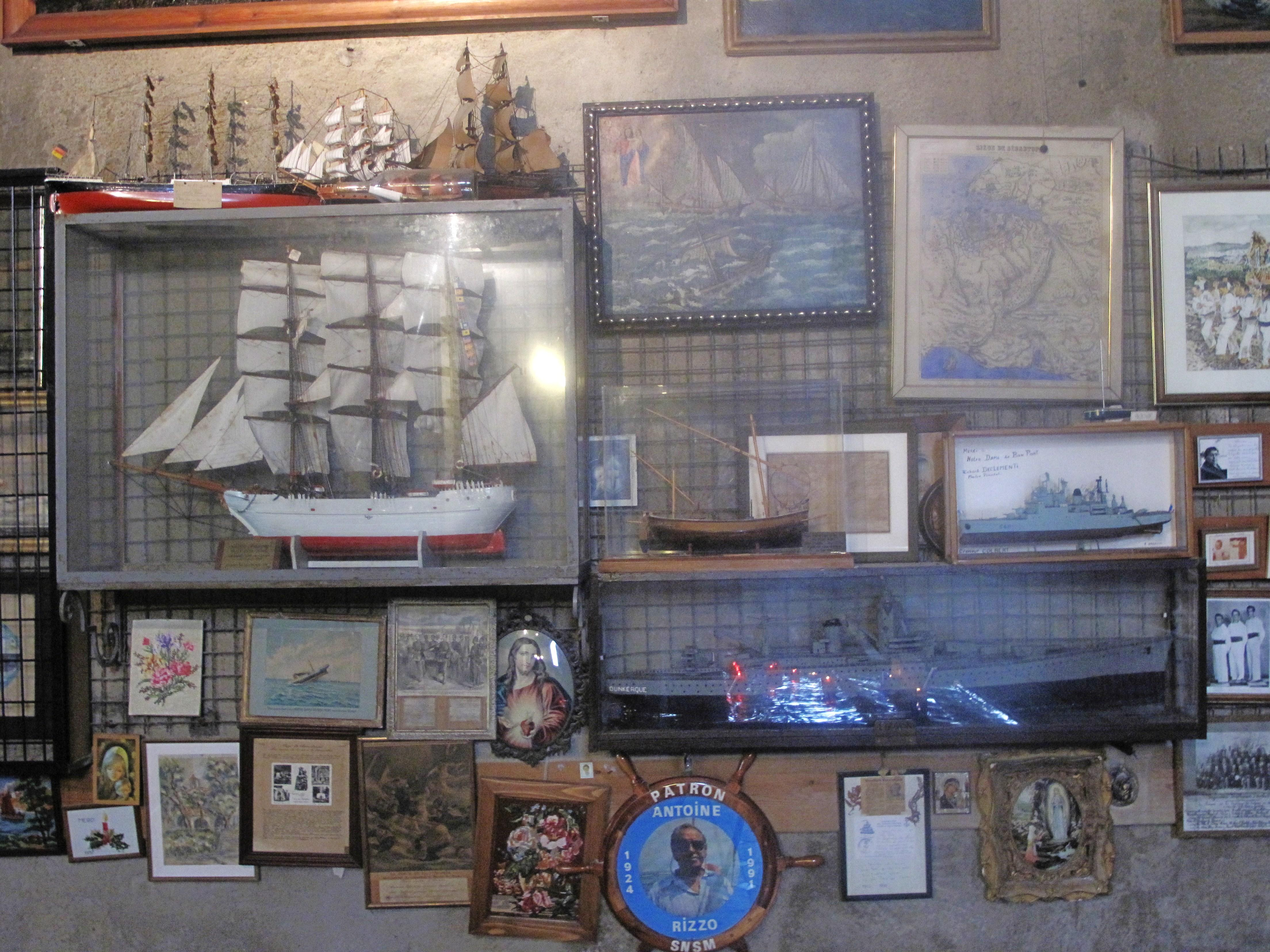